# Mi opioidni receptor
μ-opioidni receptori (MOR) su klasa opioidnih receptora sa visokim afinitetom za enkefaline i beta-endorfine, a niskim afinitetom za dinorfine. Oni su još poznati kao μ opioidni peptidni (MOP) receptori. Prototipični agonist μ receptora je opijumski alkaloid morfin; μ (mi) prefiks označava morfin.

## Tipovi
Postoje tri detaljno opisane varijante μ opioidnog receptora, mada je 10 splajsnih varijanti poznato kod čoveka. Više se zna o μ1 opioidnom receptoru nego o drugim tipovima. TRIMU 5 je selektivni agonist μ2 receptora.
μ3 varijanta je opisana 2003. Ona je responzivna na opijatne alkaloide, ali ne na opioidne peptide.

## Lokacija
Oni mogu da budu izraženi bilo presinaptički ili postsinaptički u zavisnosti od ćelijskog tipa. μ-receptori su izraženi uglavnom presinaptički u centralnoj sivoj masi.

## Aktivacija
MOR može da posreduje akutne promene neuronske pobudljivosti obustavom inhibicije presinaptičkog GABA oslobađanja. MOR aktivacija proizvodi različite efekte u dendritskim bodljama u zavisnosti od agonista. To je primer funkcionalne selektivnosti μ receptora.
Aktivacija μ receptora agonistom kao što je morfin uzrokuje analgeziju, sedaciju, neznatno smanjenje krvnog pritiska, svrabež, mučninu, euforiju, umanjenu respiraciju, miozu i umanjenje motiliteta creva što često dovodi do konstipacije. Neke od tih nuspojava, kao što je sedacija, euforija i umanjena respiracija, obično postaju manje izražene sa razvojem tolerancije. Analgezija, mioza i umanjenje motiliteta creva ostaju.

## Deaktivacija
Kao i kod drugih G protein-spregnutih receptora, signalizacija mi opioidnog receptora se prekida putem nekoliko različitih mehanizama. Oni su pojačani sa hroničnom upotrebom, što dovodi do rapidne tahifilaksije. Najvažniji regulatorni proteini mi opioidnog receptora su β-arestini arestin beta 1 i arestin beta 2, i RGS proteini RGS4, RGS9-2, RGS14 i .
Dugotrajna upotreba ili visoke doze opioida mogu takođe da dovedu do dodatnih mehanizama tolerancije. To obuhvata umanjenje izražavanja gena mi opioidnog receptora, tako da se broj receptora prisutnih na ćelijskoj površini smanjuje. Ovo se razlikuje od kratkotrajne desenziticije indukovane β-arestinima ili RGS proteinima. Još jedna dugotrajna adaptacija na upotrebu opioida može da bude povišeno izražavanje glutamata i drugih puteva u mozgu koji mogu da imaju suprotno dejstvo opioidima, i da umanjuju efekte opioidnih lekova putem promena nizvodnih puteva, nezavisno od aktivacije mi opioidnog receptora.

## Literatura
1. ↑  Dortch-Carnes J, Russell K (2007). „Morphine-stimulated nitric oxide release in rabbit aqueous humor”. Exp. Eye Res. 84 (1): 185—90. PMC 1766947 . PMID 17094965. doi:10.1016/j.exer.2006.09.014.
2. ↑  Pan L, Xu J, Yu R, Xu MM, Pan YX, Pasternak GW (2005). „Identification and characterization of six new alternatively spliced variants of the human mu opioid receptor gene, Oprm”. Neuroscience. 133 (1): 209—20. PMID 15893644. doi:10.1016/j.neuroscience.2004.12.033.
3. ↑  Eisenberg RM (1994). „TRIMU-5, a μ2-opioid receptor agonist, stimulates the hypothalamo-pituitary-adrenal axis”. Pharmacol. Biochem. Behav. 47 (4): 943—6. PMID 8029266. doi:10.1016/0091-3057(94)90300-X.
4. ↑  Cadet P, Mantione KJ, Stefano GB (2003). „Molecular identification and functional expression of μ3, a novel alternatively spliced variant of the human μ opiate receptor gene”. J. Immunol. 170 (10): 5118—23. PMID 12734358.
5. ↑  Stefano GB (2004). „Endogenous morphine: a role in wellness medicine”. Med. Sci. Monit. 10 (6): ED5. PMID 15173675.
6. ↑  Martini L, Whistler JL (2007). „The role of mi opioid receptor desensitization and endocytosis in morphine tolerance and dependence”. Current Opinion in Neurobiology. 17 (5): 556—64. PMID 18068348. doi:10.1016/j.conb.2007.10.004.
7. ↑  Zuo Z (2005). „The role of opioid receptor internalization and beta-arrestins in the development of opioid tolerance”. Anesthesia and Analgesia. 101 (3): 728—34, table of contents. PMID 16115983. doi:10.1213/01.ANE.0000160588.32007.AD.
8. ↑  Marie N, Aguila B, Allouche S (2006). „Tracking the opioid receptors on the way of desensitization”. Cellular Signalling. 18 (11): 1815—33. PMID 16750901. doi:10.1016/j.cellsig.2006.03.015.
9. ↑  DuPen A, Shen D, Ersek M (2007). „Mechanisms of opioid-induced tolerance and hyperalgesia”. Pain Management Nursing : Official Journal of the American Society of Pain Management Nurses. 8 (3): 113—21. PMID 17723928. doi:10.1016/j.pmn.2007.02.004.
10. ↑  Garzón J, Rodríguez-Muñoz M, Sánchez-Blázquez P (2005). „Morphine alters the selective association between mu-opioid receptors and specific RGS proteins in mouse periaqueductal gray matter”. Neuropharmacology. 48 (6): 853—68. PMID 15829256. doi:10.1016/j.neuropharm.2005.01.004.
11. ↑  Hooks SB, Martemyanov K, Zachariou V (2008). „A role of RGS proteins in drug addiction”. Biochemical Pharmacology. 75 (1): 76—84. PMID 17880927. doi:10.1016/j.bcp.2007.07.045.
12. ↑  Sirohi S, Dighe SV, Walker EA, Yoburn BC (2008). „The analgesic efficacy of fentanyl: relationship to tolerance and mu-opioid receptor regulation”. Pharmacology, Biochemistry, and Behavior. 91 (1): 115—20. PMC 2597555 . PMID 18640146. doi:10.1016/j.pbb.2008.06.019.
13. ↑  Lopez-Gimenez JF, Vilaró MT, Milligan G (2008). „Morphine desensitization, internalization, and down-regulation of the mu opioid receptor is facilitated by serotonin 5-hydroxytryptamine2A receptor coactivation”. Molecular Pharmacology. 74 (5): 1278—91. PMID 18703670. doi:10.1124/mol.108.048272.
14. ↑  Kraus J (2009). „Regulation of mu-opioid receptors by cytokines”. Frontiers in Bioscience (Scholar Edition). 1: 164—70. PMID 19482692.
15. ↑  García-Fuster MJ, Ramos-Miguel A, Rivero G, La Harpe R, Meana JJ, García-Sevilla JA (2008). „Regulation of the extrinsic and intrinsic apoptotic pathways in the prefrontal cortex of short- and long-term human opiate abusers”. Neuroscience. 157 (1): 105—19. PMID 18834930. doi:10.1016/j.neuroscience.2008.09.002.
16. ↑  Ueda H, Ueda M (2009). „Mechanisms underlying morphine analgesic tolerance and dependence”. Frontiers in Bioscience : a Journal and Virtual Library. 14: 5260—72. PMID 19482614.

## Spoljašnje veze
- „Opioid Receptors: μ”. IUPHAR Database of Receptors and Ion Channels. International Union of Basic and Clinical Pharmacology. Архивирано из оригинала 03. 03. 2016. г.
- mu+Opioid+Receptor на 